# Glasur (mad)
|  | Glasur kan også være overfladebehandling til keramik. Se Keramisk glasur. |
Glasur er sukkerovertræk til kager lavet af fx flormelis og vand. Glasuren sætter prikken over i'et på de færdigbagte kager. Den giver afveksling og gør kagerne mere indbydende. Glasuren kan tilsættes smagsstoffer. Appelsinsaft, kakao eller smagsstoffer som rom (evt. som essens). Den kan farves af kakao eller frugtfarve. Glasur, som skal sprøjtes på kransekage eller småkager, tilsættes æggehvide og eddike, og kaldes også royal icing.
| Mad og drikke | Spire Denne artikel om mad og drikke er en spire som bør udbygges. Du er velkommen til at hjælpe Wikipedia ved at udvide den. |